# USS Vulcan (AR-5)
Pour les autres navires du même nom, voir USS Vulcan.
L’USS Vulcan (AR-5) est un navire de réparation de classe Vulcan de l'United States Navy.

## Histoire
Le navire est construit à partir de décembre 1939 à Camden (New Jersey), par la New York Shipbuilding Corporation ; il est mis à l'eau le 14 décembre 1940 et admis au service de l'US Navy le 14 juin 1941. 
Après des essais en mer à San Juan (Porto Rico) et en baie de Guantánamo, le Vulcan subit des réglages au Philadelphia Navy Yard à la mi-août. Affecté à l'Atlantic Fleet Train le 20 août 1941, le navire de réparation quitte Philadelphie le lendemain et se rend, par la baie de Casco, à la base navale Argentia.
Craignant une attaque du cuirassé allemand Tirpitz, la Navy dépêche une force opérationnelle en Islande. L'unité désignée Task Force (TF) 4 et centrée autour du Wasp (CV-7) part d'Argentia le 23 septembre 1941. Outre le porte-avions, la force comprend le Mississippi (BB-41), le Wichita (CA-45), le Vulcan et un écran de quatre destroyers. Un U-boot, rôdant au sud-ouest de l'Islande, aperçoit les navires le 26, mais ne peut suivre ni identifier les Américains. Après avoir devancé son adversaire, la force TF-4 atteint Hvalfjörður le 28 septembre.
Au cours de la veille du 17 octobre 1941, l'U-568 torpille le Kearny (DD-432) alors que ce dernier surveille le convoi SC 48. Avec 11 marins morts, le Kearny atteint Reykjavik, un trou béant et un placage déformé défigurent son côté tribord en dessous et à l'arrière du pont. Le Vulcan fournit une assistance rapide et efficace au navire de guerre sinistré. En l'absence d'installations de réparation permanentes comme une cale sèche, le Kearny s'arrête le long du navire de réparation et son côté bâbord est inondé pour élever le trou de la torpille au-dessus du niveau de l'eau. Bientôt, la force de réparation du Vulcan coupe le placage endommagé et le remplace. À Noël 1941, le Kearny peut reprendre la mer vers Boston pour y subir des réparations permanentes.
Les opérations dans ces climats inhospitaliers posent également des dangers naturels, le brouillard et les tempêtes entravent souvent les opérations et provoquaient des collisions. En novembre, le Niblack (DD-424) est percuté par un cargo norvégien. Le destroyer perd l'ancre et a un trou dans son bordé latéral. Le Vulcan le répare rapidement.
Le Vulcan reste en Islande jusqu'au printemps 1942. Il part en compagnie du Tarazed (AF-13), du Livermore (DD-429) et du Kearny le 26 avril 1942 et arrive à Boston le 2 mai. Le navire de réparation subit une cale sèche avant de revenir vers le nord pour soutenir les opérations de la flotte dans l'Atlantique Nord. Basé à Argentia du 16 juin au 14 novembre, le Vulcan se déplace à Hvalfjörður et relève le Melville (AD-2) le 18 novembre. Il y reste jusqu'au 6 avril 1943 puis va à Hampton Roads.
Après des réparations à Norfolk du 8 au 22 juin, le Vulcan se dirige vers la Méditerranée et arrive à Oran, en Algérie, le 27. Se déplaçant à Alger à la fin du mois de juin, le Vulcan envoie une équipe d'incendie et de sauvetage sur le navire de munitions britannique en feu HMS Arrow (H42). Trois marins du Vulcan amènent un bateau le long du navire en flammes et coupent à travers son bordé latéral pour sauver des marins britanniques piégés sous les ponts. Pour leur bravoure et leur ingéniosité, le trio du navire de réparation reçoit des décorations du gouvernement britannique et des médailles de l'US Navy.
Le Vulcan est basé sur la côte nord-africaine jusqu'à l'été 1944. En août et septembre, le navire de réparation soutient le débarquement de Provence et reçoit sa seule Battle star pour avoir fourni des services de réparation aux navires et aux engins impliqués dans l'opération.
Fin 1944, le Vulcan est requis d'urgence dans le Pacifique et quitte la Méditerranée le 23 novembre 1944 dans le convoi GUS-59. Après des réparations de voyage à Norfolk jusqu'en janvier 1945, le navire de réparation part pour le Pacifique Sud. Arrivé à Guadalcanal le 9 février 1945, le Vulcan opère successivement à partir de Tulagi, Nouméa et Ulithi pour le reste de la guerre. D'Ulithi, Vulcan entretient les unités amphibies qui participent à l'assaut sur l'île d'Okinawa.
Après la fin des hostilités avec le Japon, le Vulcan se déplace à Okinawa et entre dans la baie de Nakagusuku à la suite d'un typhon destructeur qui avait poussé certains navires à s'échouer et en avait gravement endommagé d'autres. Les travaux de réparation sont bien en cours à la fin septembre, lorsqu'un autre typhon menace le mouillage. Le Vulcan mène 17 navires marchands en mer lors d'une sortie d'évitement du typhon, une mission accomplie avec succès sans perte ni dommage avant le 28 septembre.
Le Vulcan part pour le Japon immédiatement après. Menant un groupe de navires de la force de service et de pétroliers à travers des eaux dangereuses et encore minées, il arrive près de Kure, le 8 octobre. Le navire de réparation établit une unité de services avancés pour fournir de la nourriture, du pétrole et de l'eau aux navires de la force d'occupation basée là-bas. Il met aussi en place des installations de courrier, médicales et récréatives à terre. En outre, il effectue des tâches de maintenance sur les navires à moteur diesel des forces des mines, puis nettoie les eaux autour des îles japonaises.
Le Vulcan opère également de Kobe et Yokosuka en 1946. Au départ de Yokosuka le 9 mars 1946, le navire de réparation navigue pour la côte est des États-Unis, faisant escale à Pearl Harbor et transitant par le canal de Panama. Il arrive à Brooklyn, le 15 avril 1946.
Le Vulcan opère à Newport (Rhode Island), jusqu'en février 1954, quand il déménage à Norfolk (Virginie). Le navire, soutenant la flotte de l'Atlantique avec des services de réparation, est à Norfolk au milieu des années 1970. Il effectue des réparations, des modifications et des révisions sur une grande variété de navires. Il fait escale dans les ports des Caraïbes au Canada, fournissant des services de réparation à la flotte dans des ports.
Pendant la crise des missiles de Cuba en octobre 1962, le Vulcan part à San Juan, où il fournit des services de réparation essentiels aux navires opérant sur la ligne de blocus au large des côtes cubaines pour empêcher l'arrivée de tout autre équipement militaire soviétique. Le navire assume un rôle supplémentaire en tant que navire de réparation d'électronique et de munitions. Après avoir soutenu le blocus cubain du 2 au 26 novembre, il retourne à Norfolk pour reprendre ses activités normales.
Une seule fois dans les années 1960 et 1970, le Vulcan va au-delà de ses limites normales de déploiement sur la côte est et les Caraïbes. À l'automne 1964, le navire de réparation s'embarque pour l'Europe afin de participer aux exercices de l'OTAN. Parti de Norfolk le 8 septembre, à destination de l'Écosse, il arrive à Greenock le 21 septembre. Après avoir participé à l'exercice Teamwork de l'OTAN, il va à Anvers, au Havre et à Rota, avant de participer à l'exercice amphibie Opération Steel Pike I au large de Huelva. Il revient à Norfolk peu de temps après pour reprendre ses fonctions habituelles.
Outre les exercices de type et en cours de formation en mer, le Vulcan fait une croisière occasionnelle d'aspirant du NROTC et des exercices de navire individuels entre ses longues affectations régulières en tant que navire de réparation à Norfolk. Parmi les navires pour lesquels le Vulcan fournit des disponibilités, il y a le navire de renseignement Liberty (AGTR-5) entre le 24 mars et le 21 avril 1967.
Fin 1975, le Vulcan effectue une visite de travail à Carthagène, en Colombie, où il répare trois destroyers américains vendus à ce pays. Au cours de la révision majeure de neuf mois du navire en 1976, sa batterie principale de longue date, des canons de 127 mm, est retirée et remplacée par quatre canons de 20 mm.
Le Vulcan est désarmé le 30 septembre 1991, rayé du Naval Vessel Register le 28 juillet 1992 et mis en attente dans l'United States Navy reserve fleets. Il est transféré à l'administration maritime le 1er février 1999 pour être mise en attente dans la National Defense Reserve Fleet dans la James River (Virginie). Le 9 novembre 2006, le contrat est attribué à Bay Bridge Enterprises LLC, Chesapeake, Virginie, pour sa mise au rebut, et remorqué jusqu'aux démolisseurs le 19 décembre 2006.

## Distinctions
- Le Vulcan reçoit une Battle star[1].
- Armed Forces Expeditionary Medal, 30 octobre 1962 au 29 novembre 1962, Cuba.
- Armed Forces Expeditionary Medal, 6 mai 1965 au 30 mai 1965, République dominicaine.
- Navy E Ribbon, 1er juillet 1974 au 30 juin 1975.
- Meritorious Unit Commendation, 1er juin 1989.
- Navy Unit Commendation, 17 janvier 1991 au 28 février 1991, Desert Storm.
- Southwest Asia Service Medal, 23 janvier 1991 au 15 février 1991.